# Phrudocentra mitigata
Phrudocentra mitigata là một loài bướm đêm trong họ Geometridae.